# فرودگاه صحرایی وایدن
فرودگاه صحرایی وایدن (به انگلیسی: Vaiden Field) یک فرودگاه همگانی است که یک باند فرود آسفالت دارد و طول باند آن ۱۹۴۴ متر است. این فرودگاه در کشور ایالات متحده آمریکا قرار دارد و در ارتفاع ۶۹ متری از سطح دریا واقع شده است.